# Habenaria bractescens
Habenaria bractescens är en orkidéart som beskrevs av John Lindley. Habenaria bractescens ingår i släktet Habenaria och familjen orkidéer. Inga underarter finns listade i Catalogue of Life.